# 엣 더 벤치
"엣 더 벤치"(일본어: キベンチで)는 2024년 개봉한 일본의 드라마 영화이다.

## 출연

### 주연
- 히로세 스즈
- 나가노 타이가
- 이마다 미오
- 모리 나나
- 키시이 유키노
- 오카야마 아마네
- 아라카와 요시요시
- 쿠사나기 츠요시
- 요시오카 리호
- 카미키 류노스케

## 참고 사항
- 수입사는 도키엔터테인먼트이다.